# Lago Manitoba
Il lago Manitoba è un lago del Canada, situato nella provincia di Manitoba circa 80 km a nord-ovest della città di Winnipeg.
Ha una superficie di 4 624 km² ed è situato a 248 m s.l.m.
Il suo emissario è il fiume Dauphin, che si getta a sua volta nel lago Winnipeg.

## Mostri lacustri
Si dice che nel lago Manitoba abiti un mostro lacustre oggi molto studiato dalla criptozoologia: Manipogo. Fino ad oggi è stato avvistato molte volte ed alcuni sostengono che sia molto simile ad un mostro lacustre abitante in un lago vicino: Ogopogo, nel lago Okanagan.

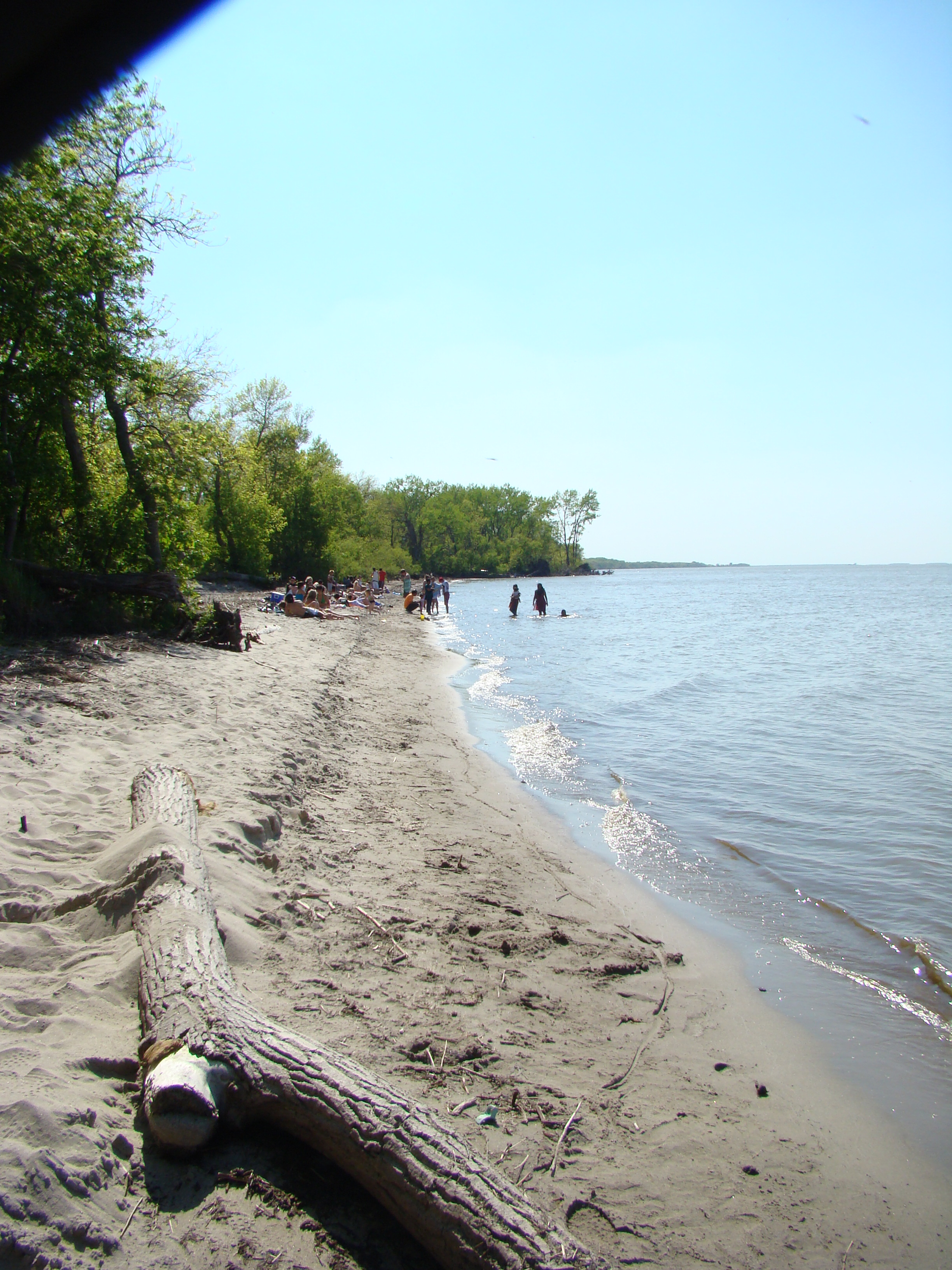
Delta Beach
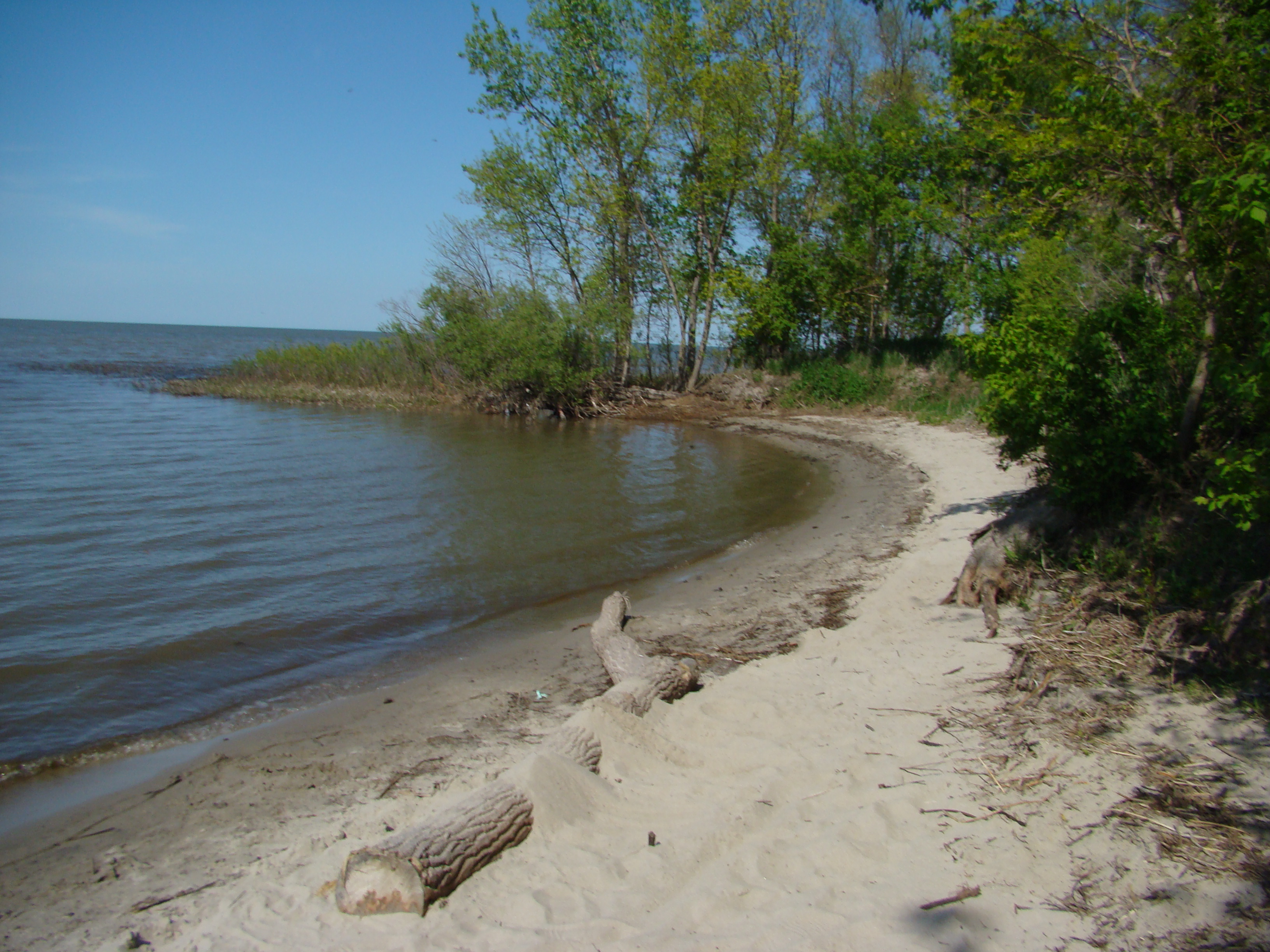
Delta Beach
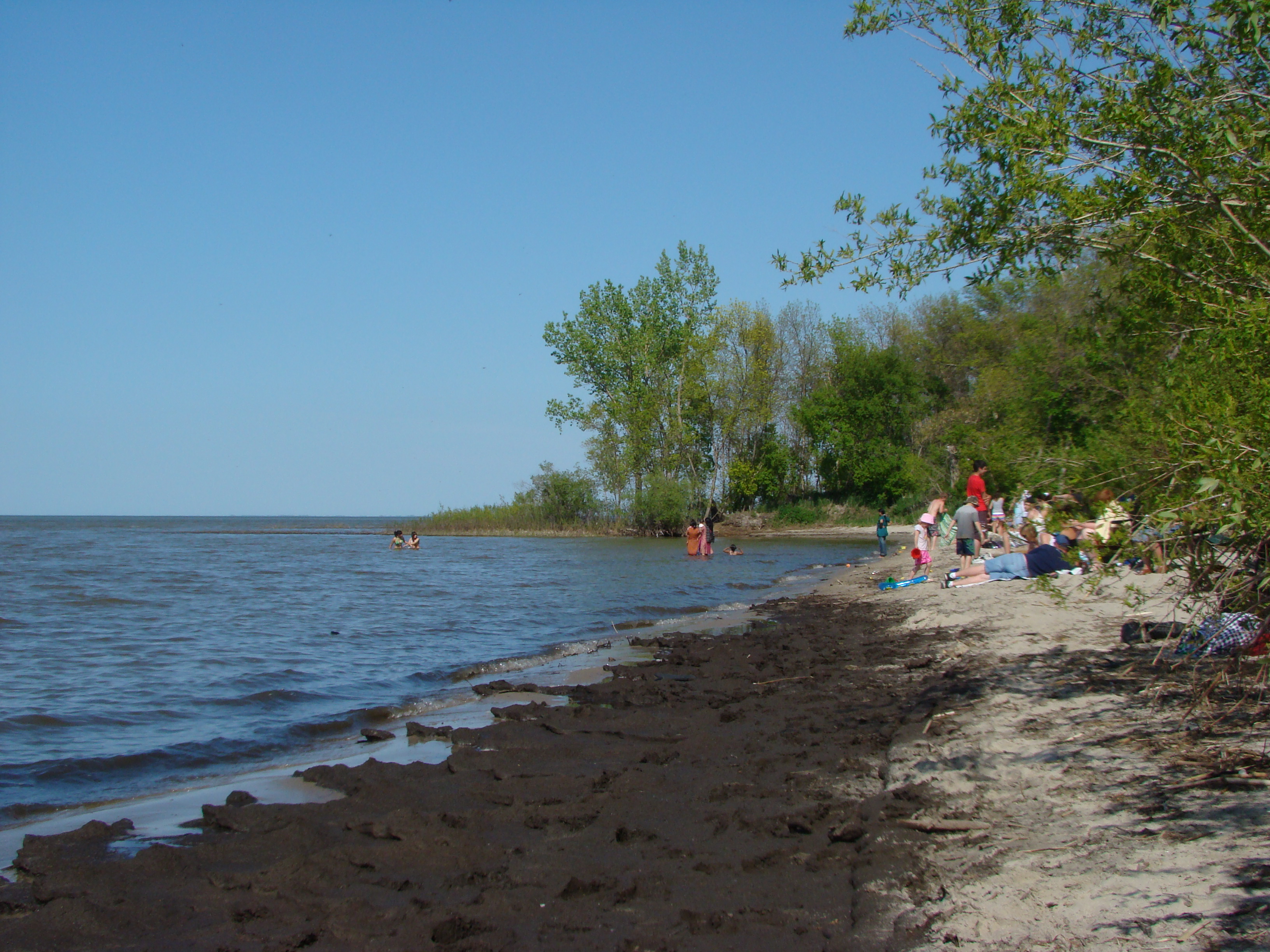
Delta Beach
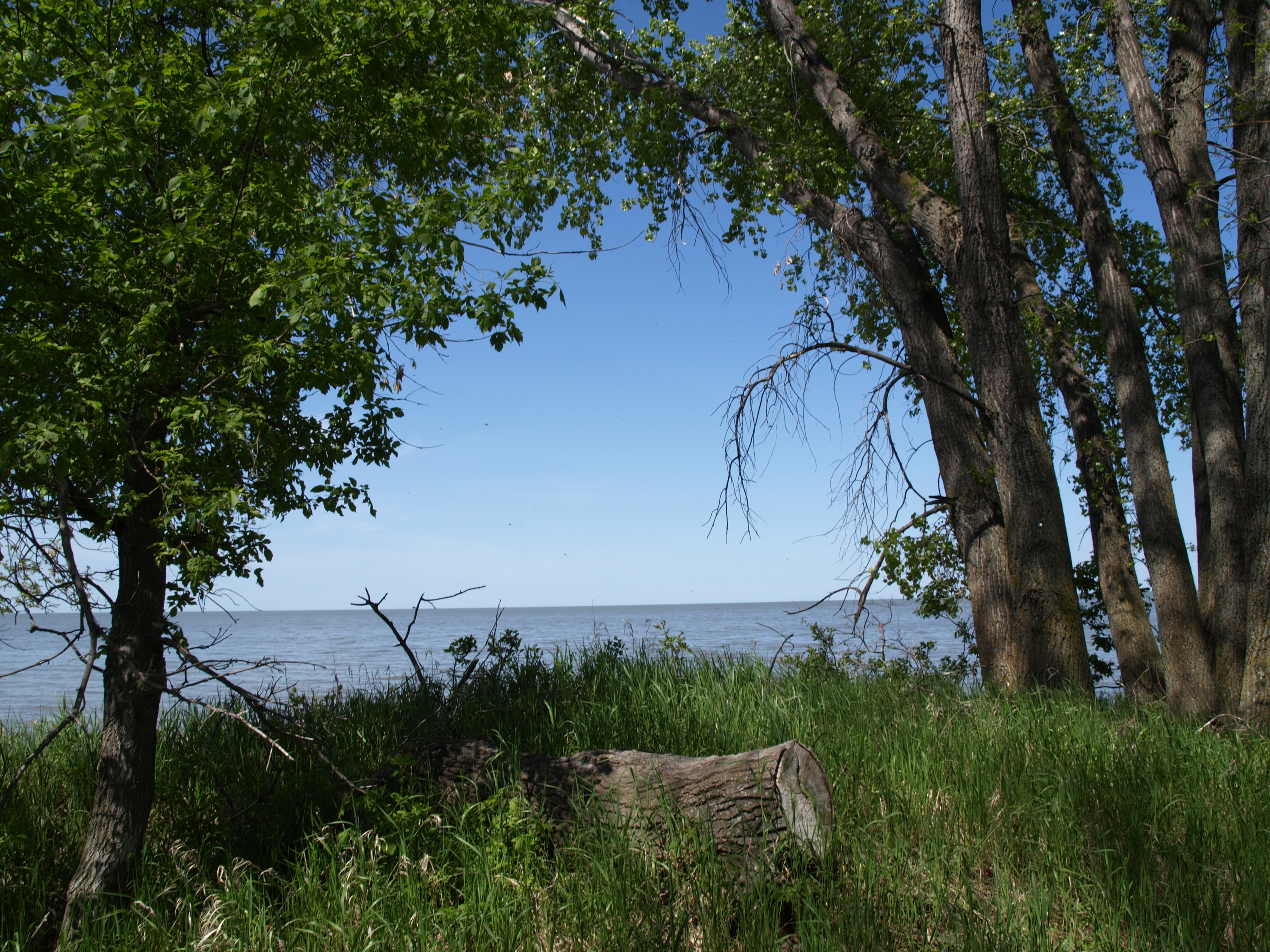
Lake Manitoba dalla Delta Marsh Field Station
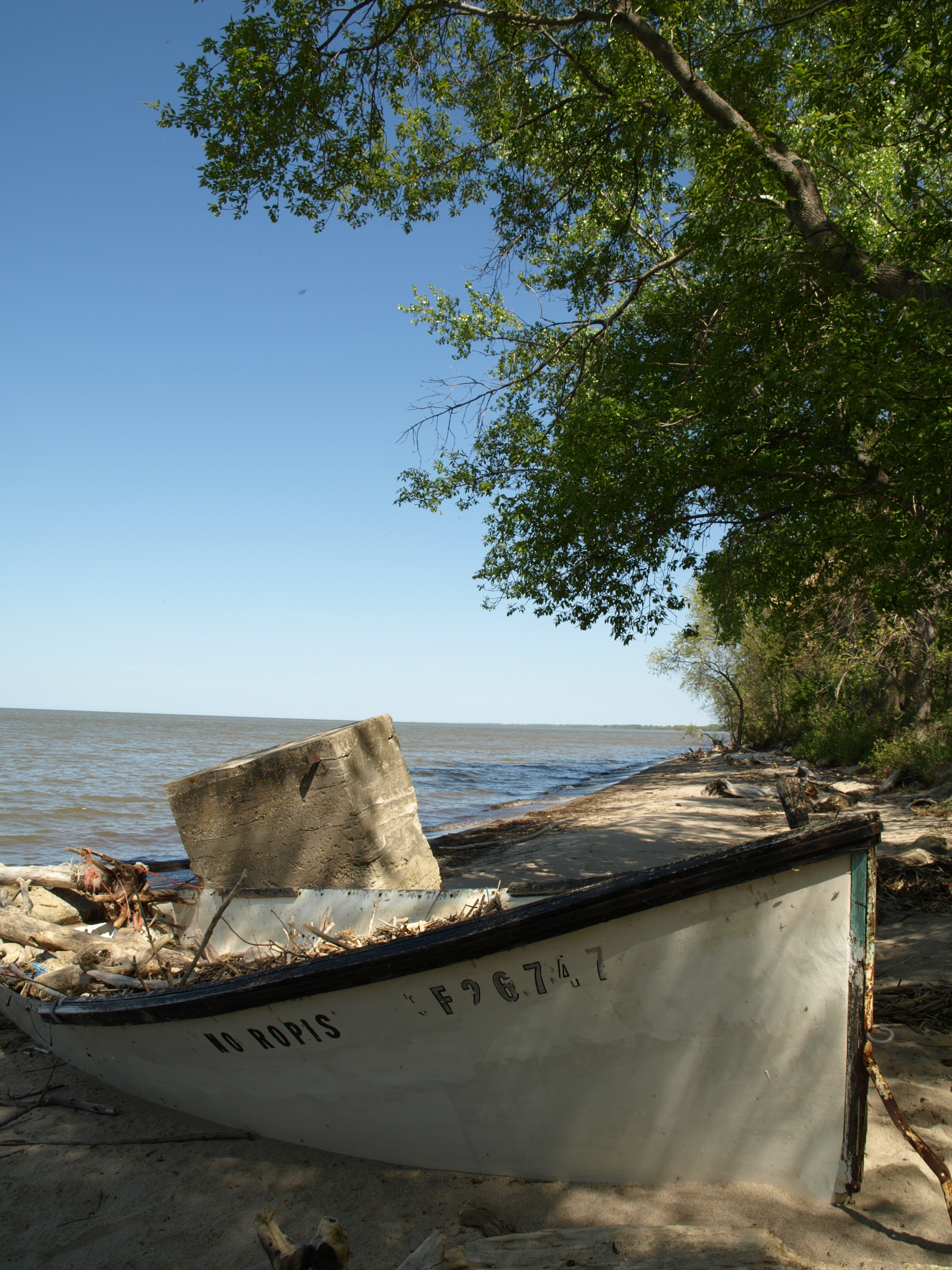
Lake Manitoba dalla Delta Marsh Field Station
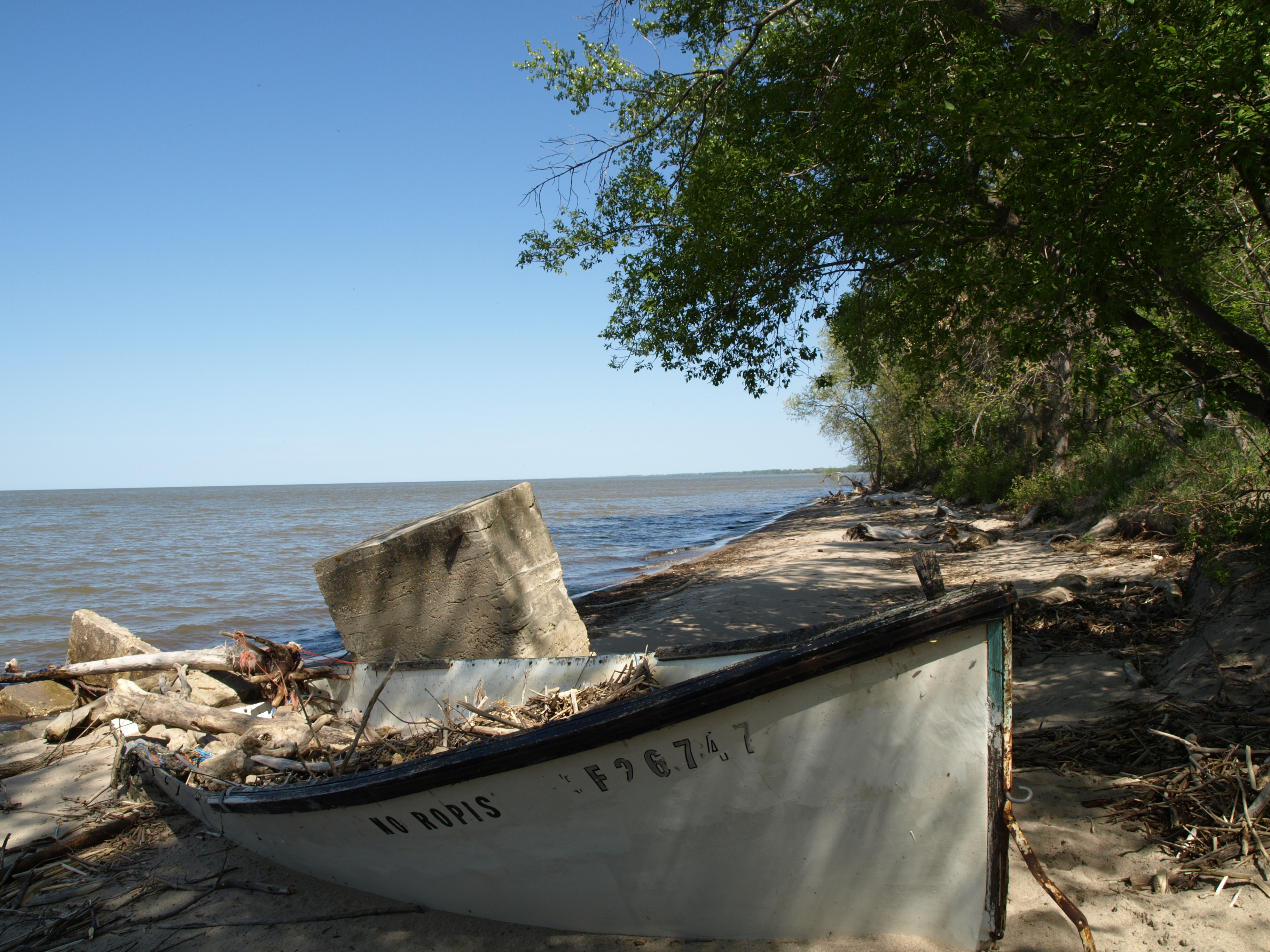
Lake Manitoba dalla Delta Marsh Field Station
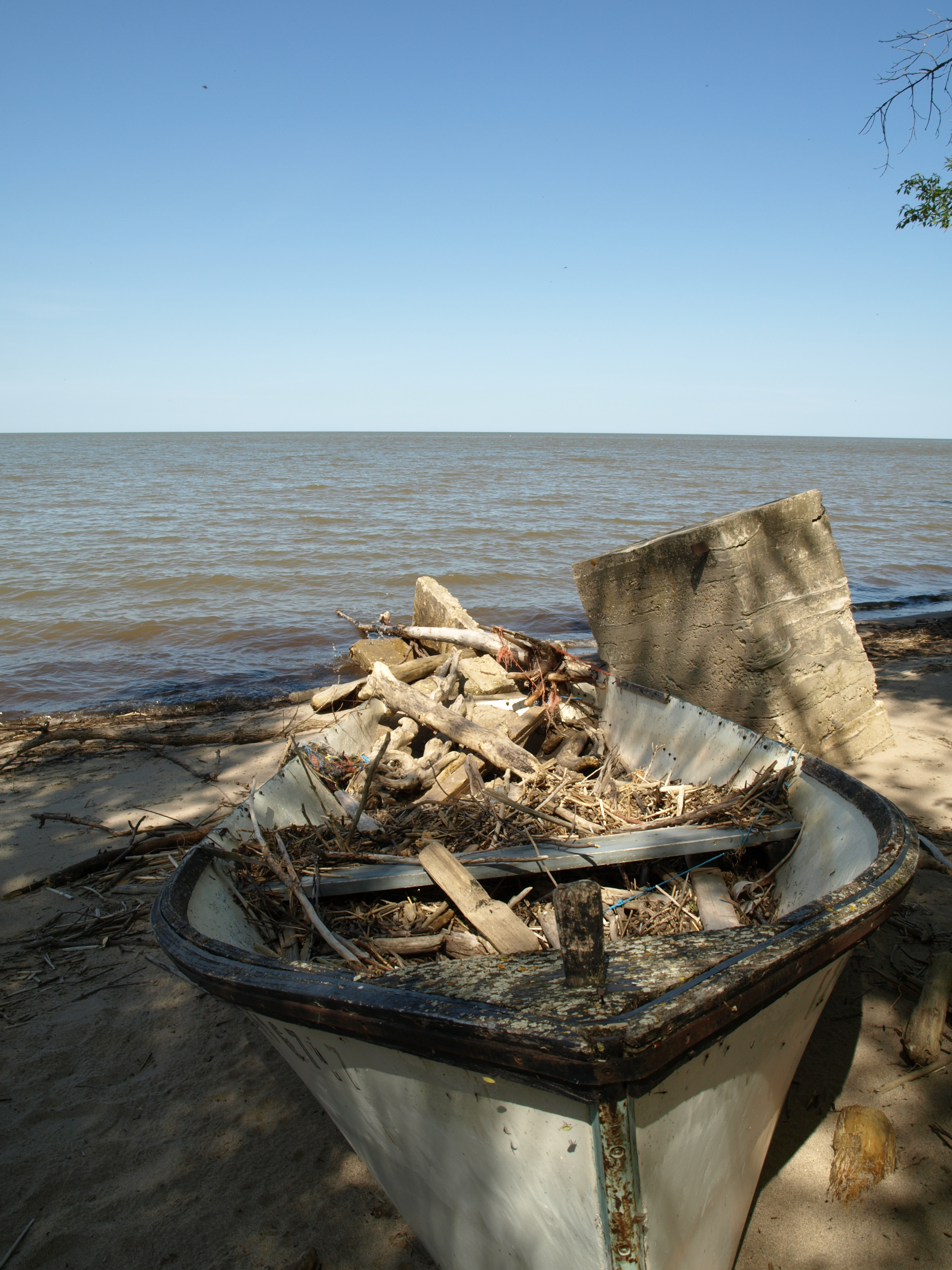
Lake Manitoba dalla Delta Marsh Field Station
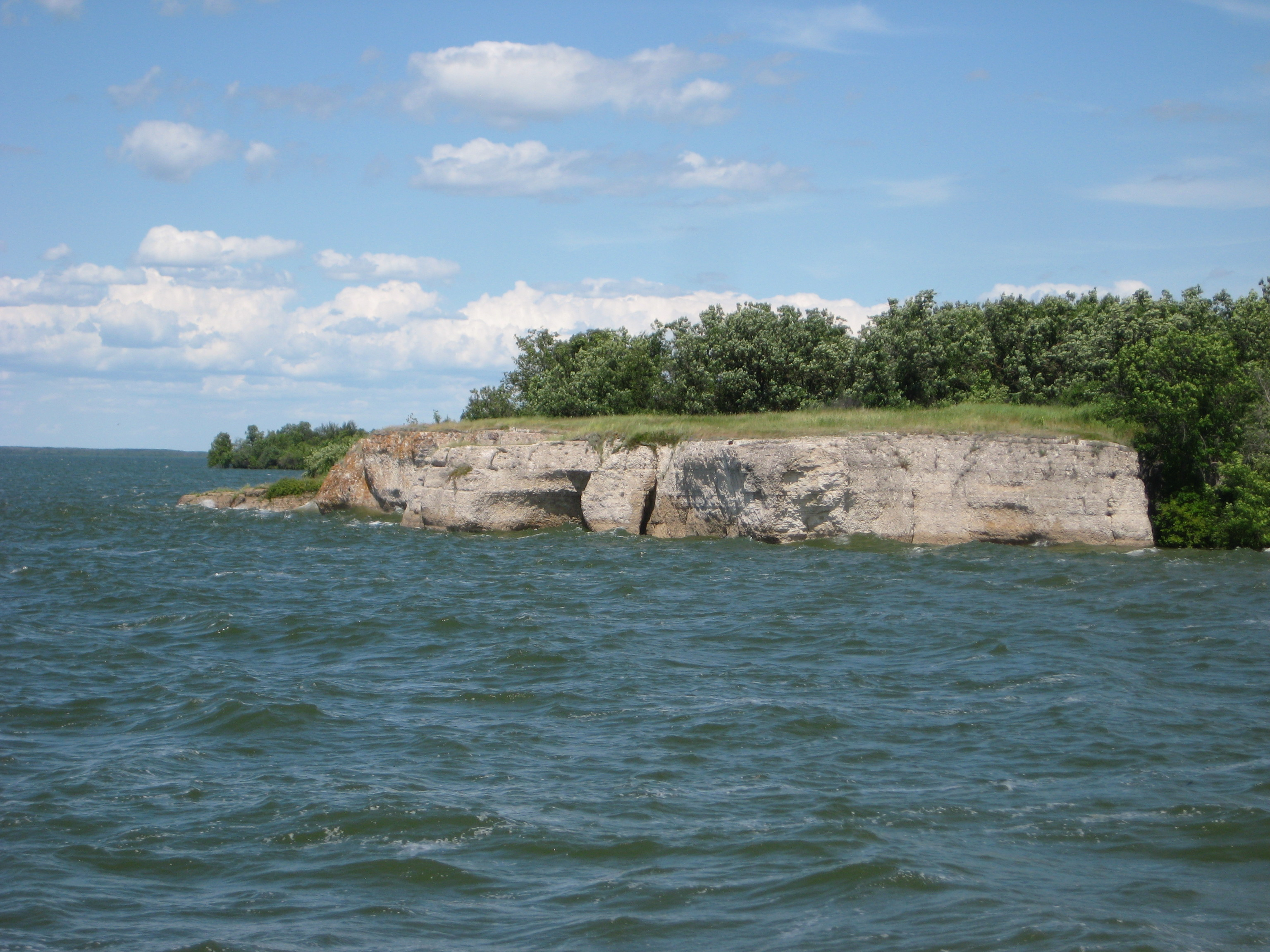
Rocce presso Steep Rock